# لوول (کارولینای شمالی)
لوول (به انگلیسی: Lowell) شهری در ایالت کارولینای شمالی کشور ایالات متحده آمریکا است که جمعیت آن در سرشماری سال ۲۰۱۰ میلادی، ۳٬۵۲۶ نفر بوده‌است.